# Yasuha
Yasuha Ebina (海老名 泰葉, Ebina Yasuha) (Taito, 17 januari 1961) is een Japanse singer-songwriter.

## Biografie
Ebina was actief van 1981 tot 1988, waarna ze trouwde met muziekproducent Shūnpūtei Koas. Het stel scheidde in 2007, wat breed werd uitgemeten in de media. Ebina zette haar muzikale carrière verder in 2007. Ze verscheen in enkele televisieprogramma's en bracht in 2008 een boek uit over de scheiding.

## Discografie

### Studioalbums
- Transit (1981)
- Vivid (1982)
- Waffusshigii (1982)
- Reserved (1983)
- Waffusshigii. Part.2 (1983)
- White Key (1984)
- Yahhoo! (1986)
- Yasuha: Single Collection (1986, compilatiealbum)
- Golden Best Yasuha (2006, compilatiealbum)

### Singles (selectie)
- "Flyday Chinatown" (1981)
- "Cool Town" (1983)
- "Sincerely Yours" (1986)
- "I Believe" (2009)
- "Smile" (2017)
- "Shinnai no Mythology" (2018)